# 源季邦
源 季邦（みなもと の すえくに/きほう）は、平安時代末期の武将。

## 生涯
源義国の三男。義重・義康の弟に当たる。
『吾妻鏡』治承四年五月二十六日の条によると、治承4年閏5月26日に以仁王の挙兵による宇治川の戦いに源頼政の武将として、平知盛率いる平家の軍勢と戦って、戦死したと記されている。齢30という。義成という子がいたと伝わる。